# Коваль Ольга Володимирівна
Ольга Володимирівна Коваль (нар. 17 червня 1991, Черкаська область) — українська громадська діячка, політик. Народний депутат України IX скликання. Членкиня політичної партії «Слуга народу».

## Життєпис
Народилася 17 червня 1991 року в Черкаській області.
Закінчила Національний університет харчових технологій за спеціальностями «Технологія хліба, кондитерських, макаронних виробів та харчоконцентратів» та «облік і аудит».
З 2012 до 2014 року працювала інженером-технологом у Київському обласному хлібопекарському комплексі «Кулиничі».
З 2015 року - доцент Національного університету харчових технологій. У 2014—2015 роках — викладачка в Київському кооперативному інституті бізнесу і права. Голова студентського наукового товариства НУХТ.
Під час президентських виборів 2019 року очолювала «Команду Зеленського» в Київській області.
У 2016 році здобула науковий ступінь кандидата технічних наук.
Кандидатка в народні депутати від партії «Слуга народу» на позачергових виборах до Верховної ради України 21 липня 2019, № 57 у списку. Проживає в селі Баштечки Жашківського району Черкаської області.
Членкиня Комітету Верховної Ради з питань освіти, науки та інновацій, голова підкомітету з питань професійної (професійно-технічної) та фахової передвищої освіти.
У травні 2020 року стала однією з ініціаторів законопроєкту від «Слуги народу», який за даними ЗМІ фактично офіційно дозволяє непрямий підкуп виборців в умовах пандемії коронавірусу.

## Родина
Одружена з народним депутатом від фракції «Голос» Ярославом Железняком (з 2023 року).